# 37-й резервный стрелковый полк пограничных войск НКВД
37-й резервный стрелковый полк пограничных войск НКВД, 37-й стрелковый полк НКВД, 37-й полк НКВД по охране тыла - воинская часть НКВД СССР в Великой Отечественной войне

## История полка
Полк развёрнут в районе Пскова с началом боевых действий.
В составе действующий армии с 27 июня 1941 по 29 сентября 1941 года.
Полк осуществлял оборону тыла Северо-Западного фронта, осуществляя поиск и уничтожение диверсантов, вёл борьбу с мародёрами, организовывал сбор выходивших из окружения бойцов и т.п., одновременно отступая от Пскова в направлении Старой Руссы.
В августе 1941 года был оперативно подчинён 27-й армии РККА, принимал участие в её составе в боях с регулярными частями вермахта в ходе Демянской оборонительной операции. В сентябре 1941 года возвращён в состав войск НКВД и переформирован в 37-й пограничный полк НКВД, который к концу войны именовался как 37-й пограничный ордена Богдана Хмельницкого полк НКВД

## Подчинение
| Дата       | Фронт (округ)                                                 | Армия      | Корпус (группа) | Примечания |
| ---------- | ------------------------------------------------------------- | ---------- | --------------- | ---------- |
| 01.07.1941 | Войска НКВД по охране войскового тыла Северо-Западного фронта | -          | —               | —          |
| 10.07.1941 | Войска НКВД по охране войскового тыла Северо-Западного фронта | -          | —               | —          |
| 01.08.1941 | Войска НКВД по охране войскового тыла Северо-Западного фронта | -          | —               | —          |
| 01.09.1941 | Северо-Западный фронт                                         | 11-я армия | —               | —          |

## Командиры
- подполковник Васильев, Алексей Фёдорович